# イクチオデクテス

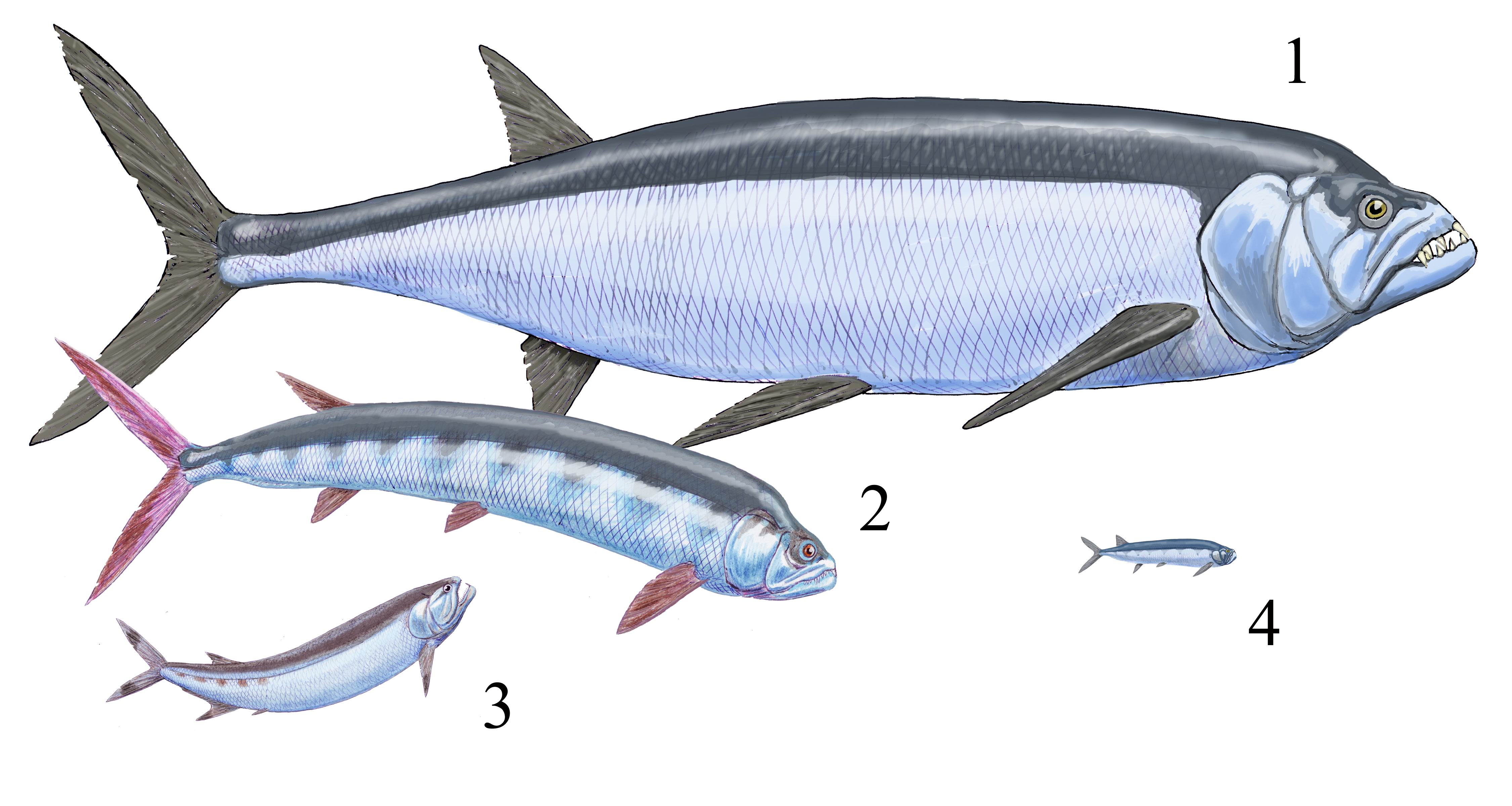
2. Ichthyodectes ctenodon
同じイクチオデクテス亜科の近縁種---
1. Xiphactinus audax シファクティヌス
イクチオデクテス科（en）の近縁種---
3. Cladocyclus gardneri クラドキクルス
4. sp. キロケントリテス

イクチオデクテス（イクテュオデクテスなどとも称、学名：genus Ichthyodectes）は、中生代白亜紀後期において、浅海 Western Interior Seaway （西部内陸海道。北アメリカ大陸を東西に分かつ内海）に棲息していた硬骨魚類の一種（1属）。イクチオデクテス目（en）- イクチオデクテス科（en）に分類される獰猛な真骨類である。
アメリカの古生物学者エドワード・ドリンカー・コープによって1870年に化石が発見され、イクチオデクテス科の模式属として記載された。

## 呼称
属名（ラテン語）Ichthyodectes は、古代ギリシア語: ιχθυς （ichthys; イクテュス）「魚」 + δηκτης （dektes; デークテース）「噛む者 （biter）」から。
種小名のひとつ ctenodon は同じくギリシア語の語根 κτεν- （kten-）「櫛」および οδοντ- （odont-）「歯」による。全体としては「櫛状の歯で噛みつく魚」といった含意であることがわかる。
日本語では「イクチオデクテス」「イクテュオデクテス」「イクチュオデクテス」などと呼ぶが、「イクチオデクテス」が最も一般に受け入れられやすく普及していることから、本項ではこれを用いる。

## 生物的特徴

### 分類

#### 系統分類
イクチオデクテス科（en）の模式属であり、イクチオデクテス亜科 (Ichthyodectinae) に分類される。
同亜科には他に、体長約2 mのギリクス（ただし、分類不確定）、体長（標準体長）約1.20– 1.30 mのヴァルレキルリクティス（en）、および、6 m超えの個体も存在する最大種シファクティヌスが含まれるが、これらは全て「ブルドッグ・フィッシュ」との俗称でも呼ばれる高い捕食性を特徴とした魚である。

#### 下位分類
下位分類は、2種のみが知られている。
- Ichthyodectes anaides　イクチオデクテス・アナイデス　：後者より一回り小さい。
- Ichthyodectes ctenodon　イクチオデクテス・クテノドン　：前者に比して大型。

### 形態・生態
体長は約4 m。体形の長い大魚であり、近縁種との大きさの比較では中間的な位置づけ（同亜科では最大種の次に大きい）となる。夥しい数の鋭利な歯と不規則な歯列を持つシファクティヌスとは異なり、イクチオデクテスの口には比較的大きめの鋭い歯が規則正しく並んでいる。ただ、口を非常に大きく開くことができる点で両者はイクチオデクテス亜科の特徴を共有している。
本種は素早い泳ぎでより小さな魚を捕らえる捕食者であったと推測される。